# Morane-Saulnier

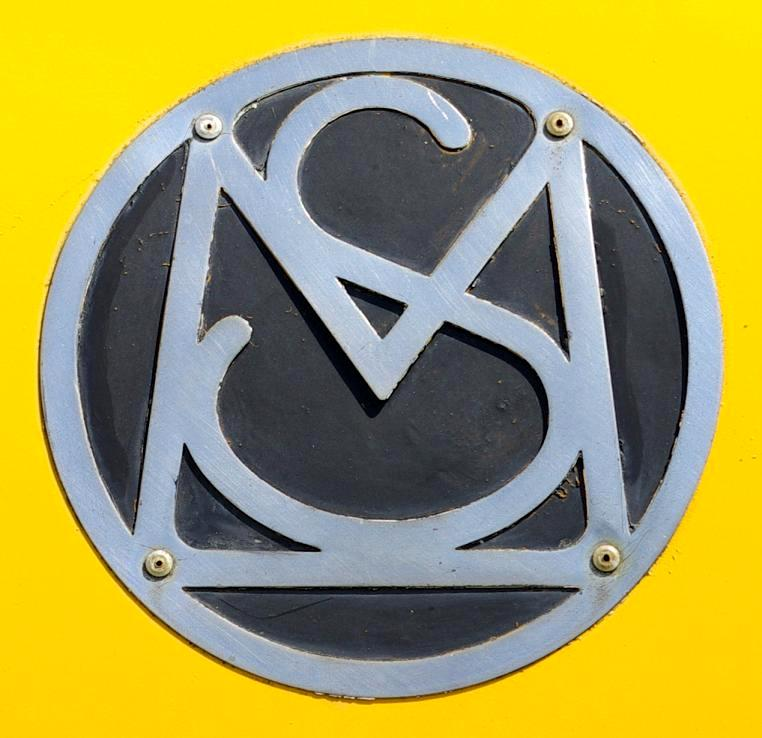
Logo da Morane-Saulnier

A Morane-Saulnier (originalmente Aéroplanes Morane-Saulnier), foi uma fábrica francesa de aviões constituída pelos irmãos Robert e Léon Morane e Raymond Saulnier. 
A empresa originou-se em 10 de outubro de 1911, e manteve-se em atuação até a década de sessenta.

## História

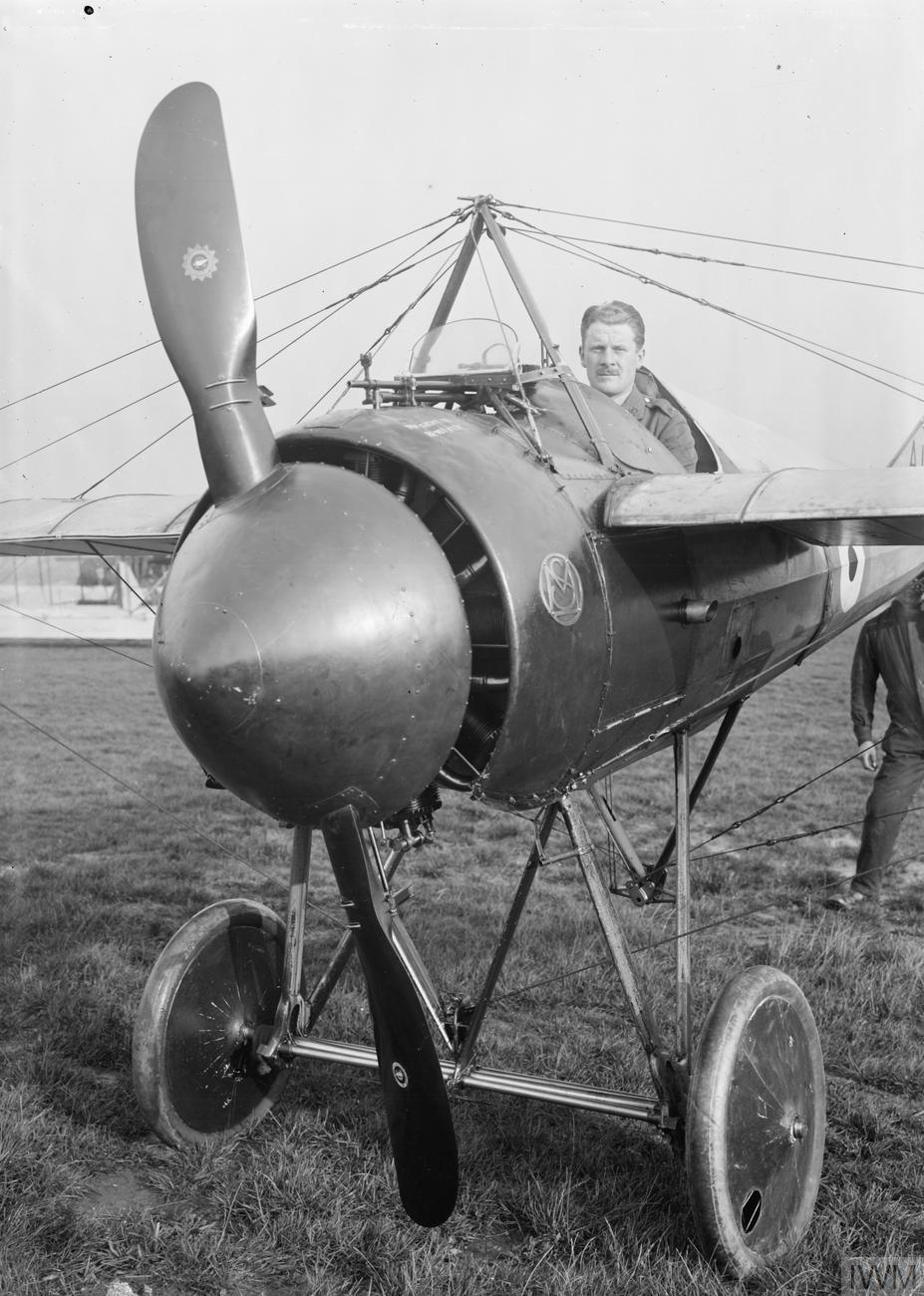
Morane-Saulnier Type N

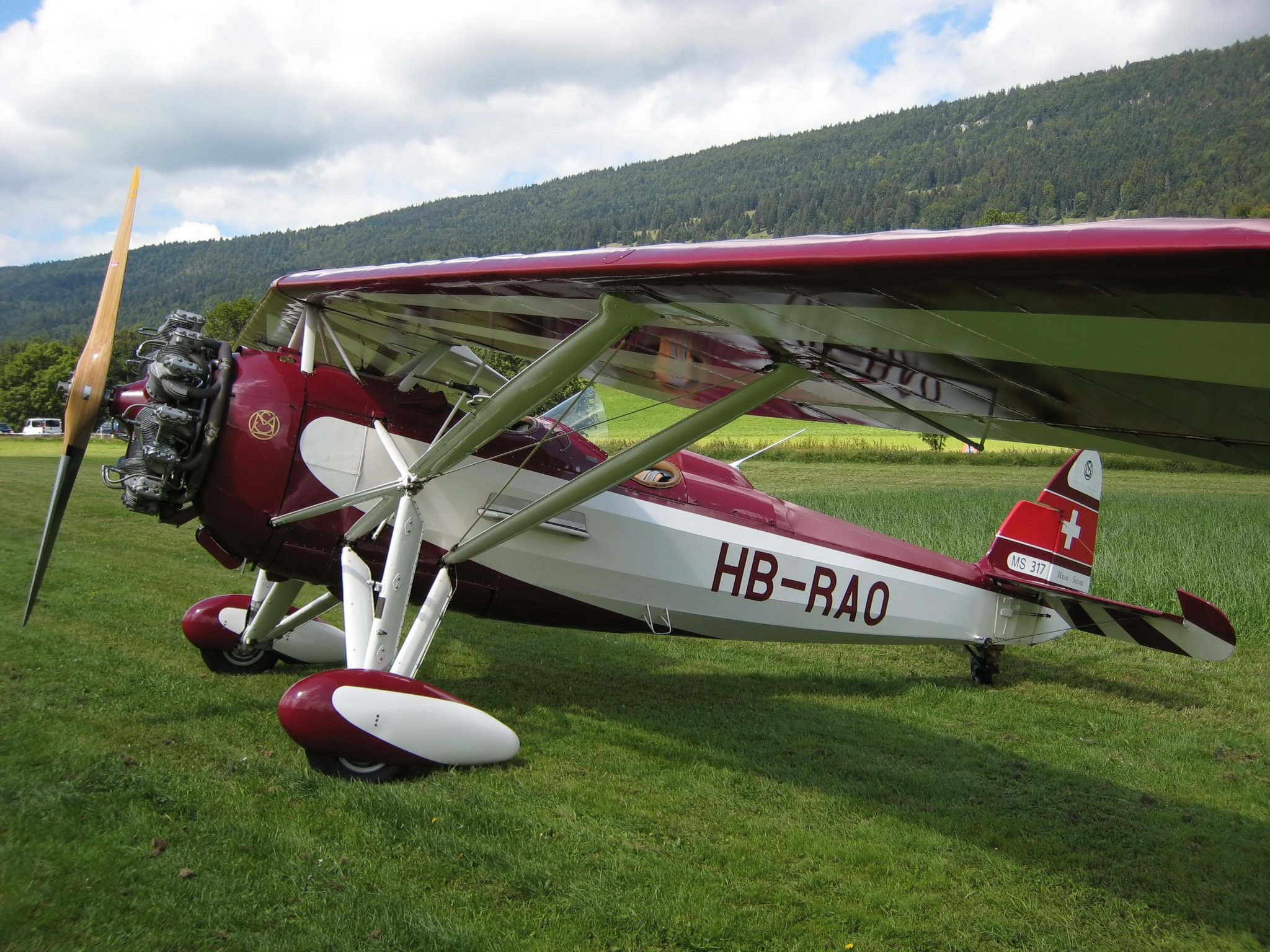
Morane-Saulnier MS.317

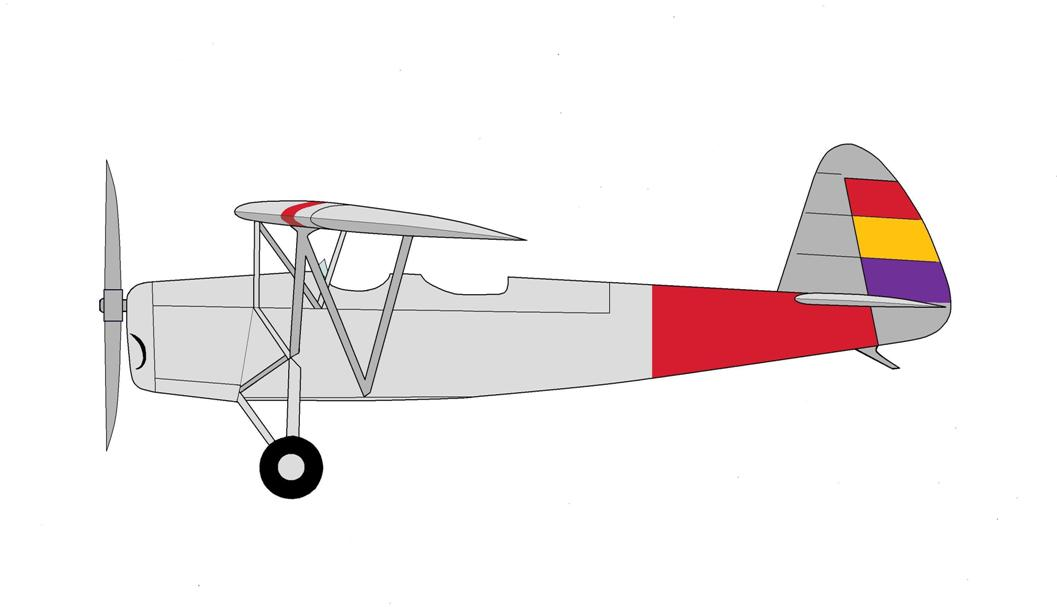
Morane-Saulnier MS.341

A primeira aeronave produzida foi o Modelo A, uma versão melhorada de um monoplano fabricado pela antiga empresa de Morane, também conhecida por Morane-Borel. Com esse aeroplano Jules Védrines venceu a corrida Paris-Madrid em 26 de maio de 1911. 
O sucesso comercial ocorreu com o projeto do Morane-Saulnier L, o qual foi usado como caça no início da Primeira Guerra Mundial. Morane-Saulnier trabalhou com Roland Garros para desenvolver um sistema que permitisse disparar uma metralhadora através da hélice. Inicialmente o mecanismo não funcionou bem e muitas vezes a arma causava danos às helices, entretanto, com a posterior adaptação de uma proteção metálica, o sistema mostrou-se satisfatório, ocasionando uma significativa vantagem nos combates aéreos.
A empresa produziu diversos modelos com base nessa concepção, porém em 1915 a aeronave estava superada pelo desenvolvimento de novos biplanos.
No entanto um projeto sobreviveu à guerra: o LMS Parasol, um aperfeiçoamento do Modelo L com as asas movidas para cima da fuselagem; o que permitia uma maior visibilidade do piloto.
No final dos anos vinte e no início dos anos trinta, foram produzidas diversas aeronaves de combate; tais como a Parasol MS230 e a MS315, mas todas eram limitadas no desempenho e foram relegadas para a função de treinamento. 
O fabricante então modernizou-se e passou a produzir o MS406, que acabou sendo adotado pela Força Aérea Francesa; tornando-se um dos caças mais produzidos até o início da Segunda Guerra Mundial. Infelizmente essa aeronave já estava superada em 1940, e não foi páreo para o então moderno Messerschmitt Bf 109 alemão.
Depois da guerra a Morane-Saulnier produziu aviões civis de treinamento. O mais conhecido foi o bem sucedido Rallye STOL de quatro lugares, semi-acrobático. 
Durante a década de 1950, desenvolveu o jato MS.760 Paris de quatro lugares, sob a direção do engenheiro Paul-René Gauthier, também criador do caça MS.406.
Após entrar com pedido de falência em novembro de 1962, a empresa foi adquirida pela Aéroplanes Henry Potez, compondo a Société d'Exploitation des Établissements Morane-Saulnier (SEEMS) antes de se tornar uma subsidiária da Sud-Aviation com o nome de Socata, a Société de Construction de Turismo e Aeronaves Executivas.
Em 1966 os modelos em versão civil passaram a formar a Société de Construction d'Avions de Tourisme et d'Affaires (SOCATA); a qual acabou sendo posteriormente adquirida pela Aerospatiale.
Cinco aviões Morane-Saulnier baseados no aeródromo de La Ferté-Alais foram classificados como monumentos históricos desde fevereiro de 2012, após anúncio feito em dezembro de 2011.

## Projetos Morane-Saulnier
- Morane-Saulnier A
- Morane-Saulnier B
- Morane-Saulnier G
- Morane-Saulnier H
- Morane-Saulnier L
- Morane-Saulnier LA
- Morane-Saulnier N
- Morane-Saulnier I
- Morane-Saulnier V
- Morane-Saulnier P
- Morane-Saulnier T
- Morane-Saulnier AC
- Morane-Saulnier AF
- Morane-Saulnier AI
- Morane-Saulnier AN
- Morane-Saulnier AR
- Morane-Saulnier BB
- Morane-Saulnier MoS-30
- Morane-Saulnier MoS-43
- Morane-Saulnier MoS-50
- Morane-Saulnier MoS-53
- Morane-Saulnier MoS-121
- Morane-Saulnier MS-129
- Morane-Saulnier MoS-130
- Morane-Saulnier MS-130 Michelin Cup
- Morane-Saulnier MoS-132
- Morane-Saulnier MoS-138
- Morane-Saulnier MoS-139
- Morane-Saulnier MS.140
- Morane-Saulnier MoS-147
- Morane-Saulnier MoS-148
- Morane-Saulnier MoS-149
- Morane-Saulnier MoS-152
- Morane-Saulnier MS-180
- Morane-Saulnier MS-181
- Morane-Saulnier MS-185
- Morane-Saulnier MS-200
- Morane-Saulnier MS-221
- Morane-Saulnier MS-222
- Morane-Saulnier MS-223
- Morane-Saulnier MS-224
- Morane-Saulnier MS-225
- Morane-Saulnier MS-226
- Morane-Saulnier MS-227
- Morane-Saulnier MS-230
- Morane-Saulnier MS-231
- Morane-Saulnier MS-232
- Morane-Saulnier MS-233
- Morane-Saulnier MS-234
- Morane-Saulnier MS-235
- Morane-Saulnier MS-236
- Morane-Saulnier MS-275
- Morane-Saulnier MS-315
- Morane-Saulnier MS-325
- Morane-Saulnier MS-340
- Morane-Saulnier MS-341
- Morane-Saulnier MS-342
- Morane-Saulnier MS-343
- Morane-Saulnier MS-345
- Morane-Saulnier MS-350
- Morane-Saulnier MS-406
- Morane-Saulnier MS-430
- Morane-Saulnier MS-435
- Morane-Saulnier MS-450
- Morane-Saulnier MS.470 Vanneau
- Morane-Saulnier MS-500 Criquet
- Morane-Saulnier MS-502
- Morane-Saulnier MS-505
- Morane-Saulnier MS.560
- Morane-Saulnier MS-570
- Morane-Saulnier MS-571
- Morane Saulnier MS.603
- Morane-Saulnier MS-703 Pétrel
- Morane-Saulnier MS.730 Alcyon
- Morane-Saulnier MS-755 Fleuret
- Morane-Saulnier MS-760 Paris
- Morane-Saulnier MS-880 Rallye
- Morane-Saulnier MS-880b Rallye
- Morane-Saulnier MS-885 Super Rallye
- Morane-Saulnier MS-893E
- Morane-Saulnier MS-1500